# L7 (band)
L7 er et amerikansk rockband, grundlagt i Los Angeles, Californien, først aktiv fra 1985 til 2001 og siden genoprettelsen i 2014.  Deres længste lineup består af Suzi Gardner (guitarer, vokal), Donita Sparks (vokal, guitar), Jennifer Finch (bas, vokal) og Dee Plakas (trommer, vokal). L7 har udgivet syv studiealbum og har turneret bredt i USA, Europa, Japan, Australien og Sydamerika. " Pretend We're Dead " blev spillet flittigt på amerikansk alternativ radio og kom ind på top 10 på Billboard Modern Rock-hitlisten i 1992. 
L7 ofte forbundet med grunge -bevægelsen i slutningen af 1980'erne og begyndelsen af 1990'erne.  L7 dannede Rock for Choice i 1991 og har til tider også været forbundet med riot grrrl, selvom de gik forud for og er afvigere fra både grunge- og riot grrrl-bevægelserne.  Bandets navn, L7, stammer fra et slangudtryk for square, som er slang for en person der er ude af trit med moderne musik.  L7 blev bevidst valgt som et kønsneutralt tegn.  En dokumentarfilm om bandet, L7: Pretend We're Dead, havde premiere i 2016.  

## Bandmedlemmer
Nuværende medlemmer
- Donita Sparks – hovedvokal, guitarer (1985–2001, 2014–nu)
- Suzi Gardner – guitarer, vokal (1985–2001, 2014–nu)
- Jennifer Finch – bas, vokal (1985-1996, 2014-nu)
- Demetra Plakas – trommer, vokal (1989-2001, 2014-nu)

Tidligere medlemmer
- Roy Koutsky – trommer (1986–1988); døde 2016
- Anne Anderson – trommer (1988-1989)
- Greta Brinkman – bas (1996–1997)
- Gail Greenwood – bas, vokal (1997-1999)
- Janis Tanaka – bas (1999-2001)

## Diskografi
- L7 (1988)
- Smell the Magic (1990)
- Bricks Are Heavy (1992)
- Hungry for Stink (1994)
- The Beauty Process: Triple Platinum (1997)
- Slap-Happy (1999)
- Scatter the Rats (2019)

## Eksterne links
- Officielle hjemmeside
- L7 på Discogs (engelsk)